# 京都大学同窓会
京都大学同窓会（きょうとだいがくどうそうかい）は、2006年11月に京都大学全体の同窓会組織として部局の同窓会の緩やかな連携を目的に設立された団体である。部局の同窓会に入会すると自動的に京都大学同窓会の会員となる。

## 活動
会員相互の交流と親睦を図るとともに、京都大学と共に発展することを目的としている。国内、海外の地域同窓会ではそれぞれの地域や国において講演会や懇親会そしてレジャー、スポーツなどを通して交流を深めている。
- 部局の同窓会

部局の同窓会には現役の教員、学生を含めているところが多く、同窓会を通して教員、学生が交流を深めている。
- 国内の地域同窓会

地域ごとに総会などを開催し、京都大学から講師を招き講演会を開催。
京都大学が行う最先端の研究成果を社会に発信する京都大学地方講演会の開催に協力している。
- 海外の地域同窓会

留学生・研究者が帰国し、母国で組織している同窓会や、日本人駐在員による同窓会がある。
海外の地域同窓会と連携し、シンポジウムの開催や意見交換会を行っている。

## 同窓会一覧

### 学部・研究科等同窓会
- 文学部・文学研究科 同窓会
  - 京大以文会

- 教育学部・教育学研究科　同窓会
  - 京都大学教育学部同窓会（京友会）

- 法学部・法学研究科　同窓会
  - 京都大学有信会

- 経済学部・経済学研究科　同窓会
  - 京都大学経済学部同窓会

- 理学部・理学研究科　同窓会
  - 京都大学宇宙会
  - 京都化学学士会
  - 地球物理学教室同窓会（京大知球会）
  - 京都大学地質学鉱物学教室同窓会（九十九会）
  - 京都大学理学研究科・理学部数学教室同窓会（京大数学同窓会）

- 医学部・医学研究科　同窓会
  - 一般社団法人 芝蘭会

- 医学部人間健康科学科　同窓会
  - 紫緑会

- 薬学部・薬学研究科　同窓会
  - 京大薬友会

- 工学部・工学研究科　同窓会
  - 京都大学工学系同窓会連絡会
    - 京都大学土木会（京土会）
    - 京機会（京都大学機械系同窓会）
    - 洛友会（工学部電気系教室同窓会）
    - 水曜会
    - 京大建築会（建築系教室同窓会）
    - 工化会（化学系学科同窓会）
    - 洛窓会（化学工学専攻・旧化学工学科等同窓会）
    - 合成化学科・合成生物化学専攻同窓会
    - 洛朋会（燃化・石化・物質同窓会）
    - 無機材料系研究室同窓会
    - 京都大学航空宇宙応物同窓会
    - けしの実会（原子核工学教室同窓会）
    - 京都大学数理会（情報学科数理工学コース同窓会）
    - 情洛会（情報学科計算機科学コース同窓会）

- 農学部・農学研究科　同窓会
  - 京都大学農学部四明会
    - KND（農学科同窓会）
    - 京大クローネ会（森林科学専攻同窓会）
    - ユナリグナ（林産工学同窓会）
    - 六成会（応用生命科学専攻同窓会）
    - 南窓会（旧農林生物学科専攻同窓会）
    - 緑洋会（海洋系研究室同窓会）
    - はくび会（畜産系研究室同窓会）
    - 熱田会（熱帯農学専攻同窓会）
    - 洛水会（地球環境科学専攻同窓会）
    - 洛友会（生物資源経済学専攻同窓会）
    - 中陽会（食品生物科学専攻同窓会）

- 総合人間学部・人間・環境学研究科　同窓会
  - 総合人間学部　大学院人間・環境学研究科　同窓会

- エネルギー科学研究科　同窓会
  - 京エネ会

- アジア・アフリカ地域研究研究科　同窓会
  - 京都大学大学院アジア・アフリカ地域研究研究科同窓会

- 情報学研究科　同窓会
  - 京都大学大学院情報学研究科同窓会

- 生命科学研究科　同窓会
  - 生命科学研究科同窓会「いぶき」

- 地球環境学舎　同窓会
  - 京都大学大学院地球環境学舎同窓会

- 経営管理大学院　同窓会
  - 京都大学経営管理大学院同窓会

- 研究所・センター等　同窓会
  - 京都大学化学研究所「碧水会」
  - 工業教員養成所同窓会「黄檗会」[4]

### 地域同窓会（国内）
- 北海道
  - 北海道京大会

- 東北
  - 仙台くれない会

- 関東
  - 京大東山会（とうざんかい）
  - 湘南京大会（旧茅ヶ崎京大会）
  - えっっ京会（東京地区上海関係者京大同窓会）
  - 上越洛友会
  - 京都大学寄宿舎舎友会（東京）
  - 京都大学同窓会若手会

- 東海・北陸
  - 岐阜京都大学同窓会（楽友会）
  - 京都大学千鳥会
  - 愛知京大会
  - 石川県京都大学同窓会

- 関西
  - 大阪京大クラブ
  - 京都　葵の会　－旧京大40年代卒の会－
  - 京都大学コリア同窓会
  - ごろり（56理）
  - 京都大学樟樹会
  - 燦充会
  - 京都大学技術士会
  - 京都大学会計人会

- 中国
  - 広島京大会
  - 島根京大会
  - 岡山京大会

- 四国
  - 京大土佐吉田会
  - 京都大学愛媛同窓会
  - 京都大学徳島同窓会

- 九州・沖縄
  - 東山会（ひがしやまかい）（京都大学鹿児島同窓会）
  - 沖縄大文字会
  - 京都大学福岡同窓会

### 地域同窓会（海外）
- 中国
  - 京京会（中国・北京地区京都大学同窓会）
  - 京都大学中国同窓会（中国語：京都大学中国校友会）
  - 京仙会（中国上海地区京大同窓会）
  - 京都大学香港同窓会（中国語：京都大学香港同学会）

- 韓国
  - 京都大学韓国総同窓会

- 台湾
  - 台湾京都大学同窓会
  - 台湾吉田会

- モンゴル
  - 京都大学モンゴル同窓会

- インドネシア
  - インドネシア京都大学同窓会（HAKU）
  - ジャカルタ京大会

- タイ
  - タイ百万遍会（旧バンコク京都大学同窓会）
  - 京都ユニオンクラブ（KUC）（タイ）

- フィリピン
  - マニラ濃青会
  - 京都大学フィリピン同窓会

- ベトナム
  - ハノイ吉田会
  - 京都大学ベトナム人同窓会

- ラオス
  - ラオス京都大学同窓会

- シンガポール
  - シンガポール洛星会

- マレーシア
  - マレーシア・ダークブルーの会
  - 京都大学マレーシア同窓会 （KUAM）

- アメリカ
  - 北カリフォルニア洛友会（洛友会＠SanFrancisco）
  - ワシントンDC京大会
  - ニューヨーク洛友会

- ヨーロッパ
  - 欧州洛友会

- 南米
  - メキシコ京都大学同窓会（えー京）[5]

### クラブ・サークル等同窓会
- 京大合唱団同窓会
- 京都大学合気道部水輪会
- いぶき会（京都大学応援団OB・OG会）
- 京都大学体育会OB・OG会連合(京大濃青会)[6]

### 連絡会
- 京都大学同窓会東京支部連絡会[7]